# Micromyces bulbosus
Micromyces bulbosus är en svampart som beskrevs av Kadlub. 1999. Micromyces bulbosus ingår i släktet Micromyces och familjen Synchytriaceae.   Inga underarter finns listade i Catalogue of Life.